# Chiroteuthis mega
Chiroteuthis mega är en bläckfiskart som först beskrevs av Louis Joubin 1932.  Chiroteuthis mega ingår i släktet Chiroteuthis och familjen Chiroteuthidae. Inga underarter finns listade i Catalogue of Life.